# Любжинское
Лю́бжинское (бел. Лю́бжынскае) — озеро в Ушачском районе Витебской области Белоруссии. Относится к бассейну реки Дива. Принадлежит к Ушачской группе озёр.

## Описание
Озеро Любжинское находится в 30 км к востоку от городского посёлка Ушачи, рядом с деревней Любжино. Высота водного зеркала над уровнем моря — 136,7 м.
Площадь поверхности озера составляет 0,46 км², длина — 2,32 км, наибольшая ширина — 0,25 км. Длина береговой линии — 5,3 км. Наибольшая глубина — 10,3 м, средняя — 4,3 м. Объём воды в озере — 1,97 млн м³. Площадь водосбора — 4 км².
Котловина лощинного типа, вытянутая с юго-запада на северо-восток. Склоны песчаные и супесчаные, высотой 5—7 м. Понизу склоны крутые, покрытые кустарником; поверху — пологие, распаханные. Береговая линия извилистая. Берега сливаются со склонами котловины.
Дно корытообразной формы. Глубины до 2 м занимают 19 % площади озера. Мелководье до глубины 1,5—2 м песчаное. Глубже дно покрыто опесчаненным и высокозольным глинистым илом.
Минерализация воды составляет 150—185 мг/л, прозрачность достигает 2 м. Водоём эвтрофный, слабопрочный. Из Любжинского озера вытекает ручей, впадающий в озеро Полозерье.
Водоём зарастает умеренно. Вдоль берегов тянется полоса надводной растительности шириной до 15 м, спускающейся до глубины 2 м.
В озере водятся лещ, щука, окунь, плотва, краснопёрка, уклейка, язь, налим, линь, а также раки.